# Nà Phòn
Nà Phòn là một xã thuộc huyện Mai Châu, tỉnh Hòa Bình, Việt Nam.

## Địa lý
Xã Nà Phòn nằm ở trung tâm huyện Mai Châu, có vị trí địa lý:
- Phía đông giáp thị trấn Mai Châu và xã Tòng Đậu
- Phía tây giáp xã Bao La
- Phía nam giáp xã Chiềng Châu, Mai Hạ và Xăm Khòe
- Phía bắc giáp xã Đồng Tân.

Xã Nà Phòn có diện tích 32,40 km², dân số năm 2018 là 3.041 người, mật độ dân số đạt 94 người/km².

## Lịch sử
Ngày 21 tháng 9 năm 1956, Thủ tướng Chính phủ ban hành Nghị định số 1053-TTg chia huyện Mai Đà thành hai huyện Đà Bắc và Mai Châu, địa bàn xã Nà Phòn lúc bấy giờ là một phần xã Mai Thượng thuộc huyện Mai Châu.
Ngày 9 tháng 8 năm 1957, Ủy ban kháng chiến Liên khu III quyết nghị chia xã Mai Thượng thành 7 xã: Chiềng Châu, Chiềng Sại, Đồng Bảng, Nà Mèo, Nà Phòn, Thung Khe, Tòng Đậu.
Đến năm 2018, xã Nà Phòn có diện tích 4,97 km², dân số là 1.639 người, mật độ dân số đạt 330 người/km². Xã Nà Mèo có diện tích 27,43 km², dân số là 1.402 người, mật độ dân số đạt 51 người/km².
Ngày 17 tháng 12 năm 2019, Ủy ban Thường vụ Quốc hội ban hành Nghị quyết số 830/NQ-UBTVQH14 về việc sắp xếp các đơn vị hành chính cấp huyện, cấp xã thuộc tỉnh Hòa Bình (nghị quyết có hiệu lực từ ngày 1 tháng 1 năm 2020). Theo đó, sáp nhập toàn bộ diện tích và dân số của xã Nà Mèo vào xã Nà Phòn.